# 王丹 (東漢)
王丹（?—?），字仲回，京兆尹下邽县（今陕西省渭南市）人，东汉政治人物。
王丹在西汉汉哀帝、汉平帝时历任州郡，王莽时多次征召不肯就任。王丹家富千金，隐居，经常散财周济困急，被乡党所称道。邓禹西征赤眉军缺粮，王丹献上二千斛麦子，邓禹上表让他领左冯翊，因病而免。后来汉光武帝征召他为太子少傅，王丹逊位，在家中去世。